# Maximilian Hellmann
Maximilian Hellmann (* 7. Juli 1702 in Wien; † 20. März 1763 ebenda) war ein österreichischer Cymbalist, Paukist und Komponist.

## Leben
Wie sein Vater war Hellmann Pauker am Wiener Hof. Kaiser Karl VI. schickte ihn nach Dresden, um bei Pantaleon Hebenstreit (1668–1750) das Pantaleon zu erlernen; 1723 kehrte er nach Wien zurück, wo er unter Fürsprache von Johann Joseph Fux, dessen Neffe Hellmanns Schüler war, eine Stellung als Hofcymbalist antrat. Ab 1746 war Hellmann auch als Hofpauker tätig.

## Werke
Feste di camera:
- L’adolescenza coronata dal senno
- La maestà condotta al tempio dell’onore dal consiglio
- La virtù guida della fortuna
- Il Premio dell’onore (Libretti: Giovanni Claudio Pasquini)

Azione sacra: 
- Abigaile (Libretto: Francesca Manzoni) (Uraufführung in Wien, 1. April 1734)